# Овчинникова, Евгения Александровна
Евгения Александровна Овчинникова (род. 7 апреля 1985) — российская конница, участник летних Олимпийских игр 2016 года, чемпион России, Мастер спорта России международного класса.

## Биография
Конным спортом Евгения Овчинникова занимается с детства, однако первую победу на крупных национальных соревнованиях спортсменка одержала лишь в 2012 году, став чемпионкой ЦФО по конкуру.
В 2016 году Евгения Овчинникова приняла участие в летних Олимпийских играх в Рио-де-Жанейро. Поскольку российская сборная смогла квалифицироваться в командное многоборье (впервые с 1992 года), то результаты, показанные Овчинниковой шли и в личный, и в командный зачёт. По итогам выездки Овчинникова набрала 66 штрафных балла, в результате чего расположилась на заключительной 65-й позиции. Сборная России также занимала после выездки заключительное 13-е место. Вторым этапом троеборья был кросс, на который россиянка не смогла выйти из-за травмы лошади. Также из-за различных причин не завершили дистанцию кросса остальные российские спортсмены, в результате чего сборная России получила максимально возможное количество штрафных баллов (3000) и досрочно заняла последнее 13-е место.
В 2017 году Овчинникова стала серебряным призёром чемпионата России, уступив лишь Андрею Митину, а в июле 2018 года стала первой за 15 лет женщиной, кому удалось выиграть чемпионат России по конному спорту в троеборье. При этом спортсменка выступала сразу на двух лошадях. Победу Овчинникова одержала на коне по кличке Орион, а на Легенде Евгения стала 4-й. На чемпионате России 2019 года спортсменка вновь выступала на двух лошадях, но завершила соревнования во время кросса по пересечённой местности.